# 3月14日
3月14日（さんがつじゅうよっか）は、グレゴリオ暦で年始から73日目（閏年では74日目）に当たり、年末まであと292日ある。

## できごと

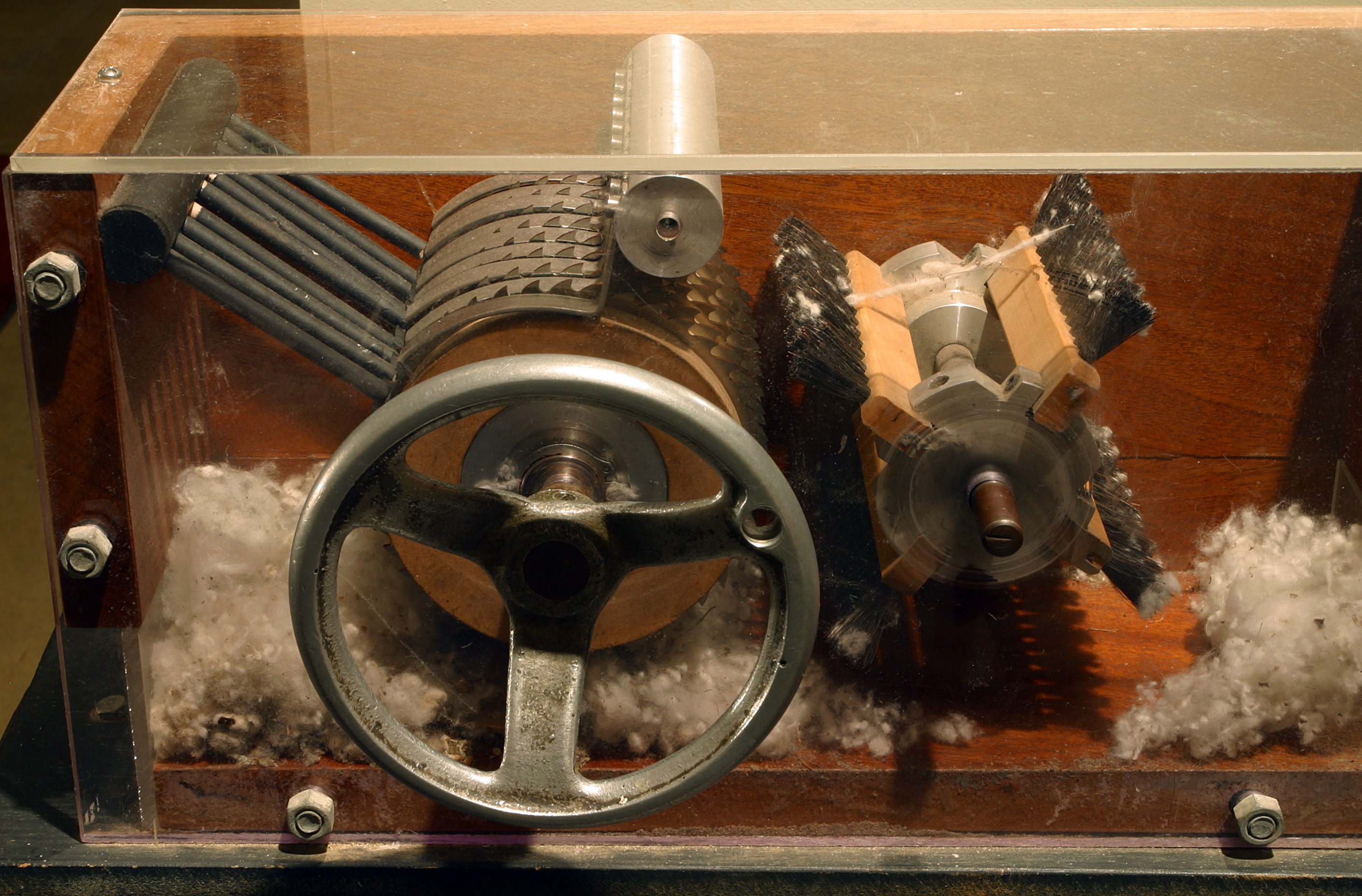
イーライ・ホイットニー綿織機の特許を取得 (1794)。

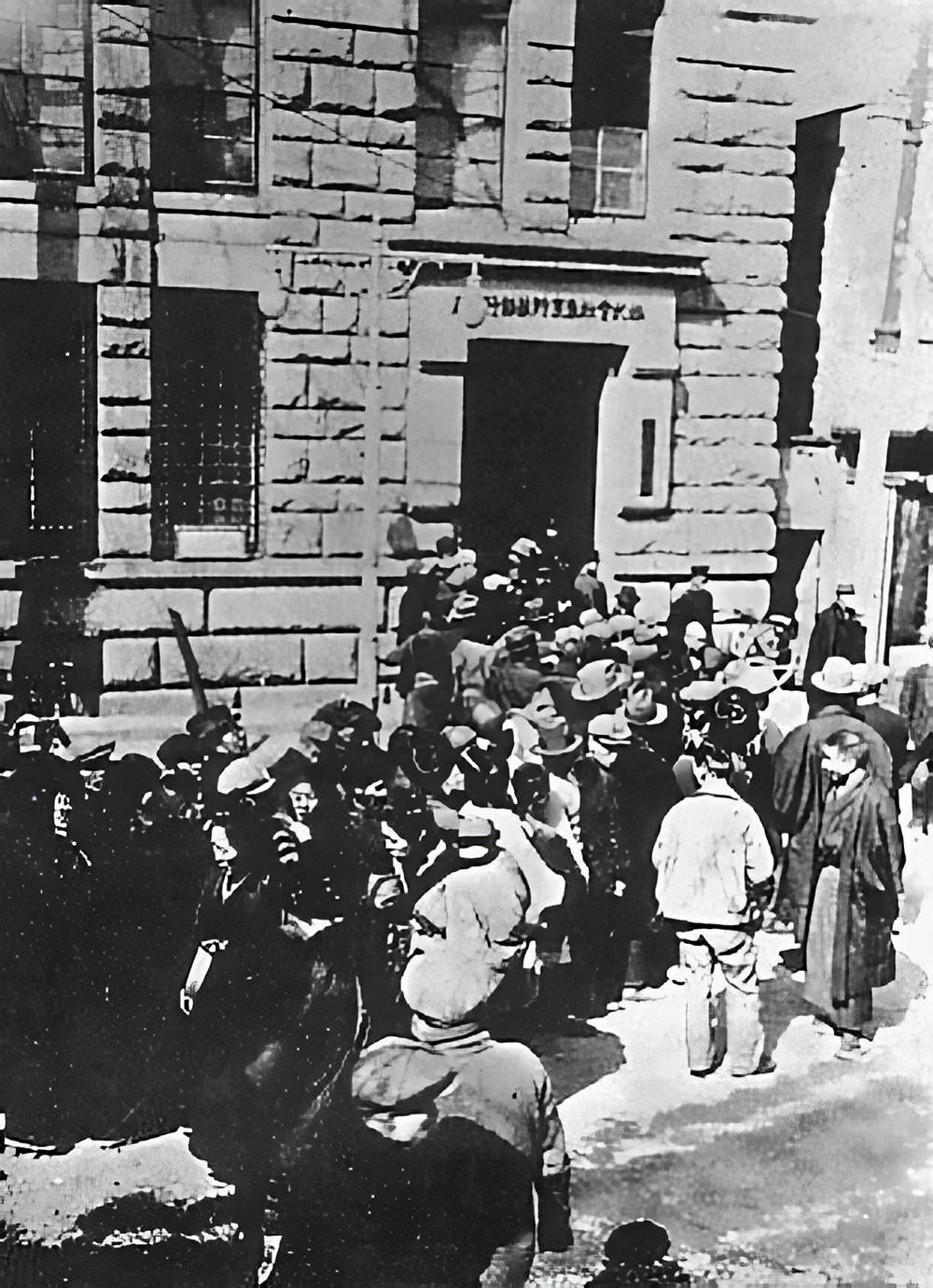
大蔵大臣の片岡直温、「東京渡辺銀行がとうとう破綻を致しました」と失言 (1927)。昭和金融恐慌に至る。画像は23日の取り付け騒ぎ。

- 313年（永嘉7年2月1日） - 永嘉の乱: 漢の捕虜となった西晋の皇帝・懐帝が漢の皇帝・劉聡により処刑される[1]。
- 1794年 - イーライ・ホイットニーが綿織機の特許を取得する。
- 1872年（明治5年2月6日） - 出雲・石見地域（島根県西部）でM7.1の浜田地震が発生。
- 1873年 - 明治政府が日本人と外国人の国際結婚を認める条規を制定。
- 1885年 - オペレッタ『ミカド』がロンドンで初演。
- 1898年 - スイスのサッカークラブBSCヤングボーイズが創設される。
- 1899年 - 正岡子規が根岸短歌会を創始。
- 1900年 - アメリカで、金本位制を採用した金本位法（英語版）が公布。
- 1915年 - 第一次世界大戦: ドイツ海軍の巡洋艦「ドレスデン」がチリ沖でイギリス海軍の攻撃を受け沈没する。
- 1916年 - 流山軽便鉄道（現在の流鉄流山線）が、馬橋駅〜流山駅間で開業。
- 1917年 - 日本製鋼所（北海道室蘭市）で職工3000人が賃上げを求めてストライキを実施。指導者が検挙されて、22人が解雇[2]。
- 1927年 - 国会で片岡直温大蔵大臣が東京渡辺銀行が倒産したと失言。昭和金融恐慌のきっかけになる。
- 1927年 - アメリカの親日家・シドニー・ギューリックが日本に贈呈した青い目の人形の「ミス・アメリカ」など各州代表人形が日本に到着。
- 1929年 - 茨城県新治郡石岡町（現・石岡市）で石岡大火が発生[3]。
- 1937年 - ローマ教皇ピウス11世がナチス・ドイツの宗教・人種政策を批判する回勅「ミット・ブレネンデル・ソルゲ」を発する。
- 1939年 - チェコスロバキア併合: ナチス・ドイツによってチェコスロバキアが解体され、スロバキアが独立宣言。
- 1943年 - 第二次世界大戦: クラクフ・ゲットーの全住民が強制収容所へ移送もしくは殺害され、ゲットーが解体。
- 1943年 - 和歌山県東富田村で山火事。10日間にわたり周辺10ケ村に延焼、焼失面積計14,000町歩で記録が残るものでは戦前最大規模。明神村役場、民家32戸も焼失[4]。
- 1945年 - 第二次世界大戦: イギリス空軍の第617中隊がグランドスラム爆弾を初めて使用し、ドイツのビーレフェルト鉄橋の2箇所の目標を破壊。
- 1947年 - アメリカ合衆国とフィリピンが、2046年までクラーク空軍基地の使用を認める協定に調印する。
- 1950年 - 大学設置審議会が短期大学113校の設置を認可。
- 1951年 - 朝鮮戦争: 国連軍がソウルを再奪回。
- 1953年 - スターリンの死後、後継で首相兼筆頭書記となったマレンコフが、就任8日目で筆頭書記を辞任し、フルシチョフを後継に指名。
- 1953年 - 衆議院解散（バカヤロー解散）。
- 1954年 - モスクワ地下鉄5号線環状線が全線開通。
- 1964年 - ケネディ大統領暗殺事件でケネディ米大統領の暗殺犯とされたリー・ハーヴェイ・オズワルドを射殺したジャック・ルビーに有罪判決が下される。
- 1965年 - 作家・戸川幸夫が沖縄・西表島で頭骨と毛皮を発見したヤマネコが新種であると鑑定される。1967年に「イリオモテヤマネコ」と命名。
- 1967年 - 上野動物園にて、アジアゾウのインディラが運動場から脱走。休職中のベテラン飼育員が駆けつけてなだめ、無事収容された[5]。
- 1970年 - 午前11時に日本万国博覧会（大阪万博）が開幕[6]。
- 1970年 - 日本原子力発電敦賀発電所が営業運転開始。日本最初の商用軽水炉[7]。
- 1975年 - 中核派書記長内ゲバ殺人事件。
- 1979年 - 日本全国の電話網で、交換手を要しない自動化が完了。
- 1979年 - 北京市郊外の工場に軍用機が墜落。乗員・乗客12人を含む工場の従業員など180人以上が死亡[8]。
- 1979年 - アリア＝ロイヤル・ヨルダン航空600便墜落事故: ドーハ国際空港でロイヤル・ヨルダン航空機が着陸に失敗して墜落。乗員・乗客64人のうち45人（うち日本人2人）が死亡[9]。
- 1985年 - 東北新幹線大宮駅 - 上野駅間開業。大規模なダイヤ改正を同時実施。
- 1987年 - 最後の捕鯨船が帰国の途につき、53年にわたる南氷洋での日本の商業捕鯨が終了。
- 1988年 - スプラトリー諸島海戦。ベトナムが統治していた南沙諸島・ジョンソン南礁を中華人民共和国が攻撃し、統治下とする。
- 1990年 - ソビエト連邦が一党独裁体制を破棄。
- 1991年 - 広島新交通システム橋桁落下事故
- 1992年 - 東海道新幹線にて「のぞみ」が運転開始。
- 1994年 - Linuxカーネルのバージョン1.0.0がリリースされる。
- 1996年 - 薬害エイズ事件でミドリ十字が責任を認めて謝罪。
- 1997年 - 重慶市が直轄市に昇格する。
- 2004年 - 2004年ロシア大統領選挙が行われ、現職のウラジーミル・プーチンが再選される。
- 2004年 - スペインで総選挙が行われ、マドリード列車爆破テロ事件の影響により与党国民党が敗北する。
- 2005年 - 中華人民共和国が反分裂国家法を制定する。
- 2008年 - スイス・フランとアメリカ合衆国ドルが初めて同じレートになる。
- 2008年 - 寝台特急「なは」・「あかつき」がこの日発の運行限りで廃止。これにより関西 - 九州間の定期寝台列車が消滅。
- 2009年 - この日のダイヤ改正でJR東海が在来線ホームをJR各社では初めて完全禁煙化。
- 2011年 - 東日本大震災・福島第一原子力発電所事故: 福島第一原子力発電所の3号機が水素爆発[10]。
- 2013年 - CERNが2012年7月4日に発表された「新しい粒子」がヒッグス粒子であることを強く示唆すると発表[11]。
- 2014年 - 「アナと雪の女王」が日本で封切り[12]。興行収入254億を出す空前絶後の大ヒット作に。
- 2015年 - 北陸新幹線の長野駅 - 金沢駅間が開業[13]。そのため、並行在来線の北陸本線（金沢〜直江津）と信越本線（直江津〜長野）が経営移管され、IRいしかわ鉄道、あいの風とやま鉄道、えちごトキめき鉄道、しなの鉄道北しなの線が開業した。
- 2015年 - 上野東京ラインが開業[14]。
- 2020年 - JR常磐線 富岡 - 浪江間が運転再開[15]。伊豆方面へ向かう全車グリーン車の特急サフィール踊り子がデビュー。
- 2021年 - JRAが発売するWIN5の払い戻し金額が、5億5444万6060円となり、過去最高払い戻し金額となった[16]。

## 誕生日

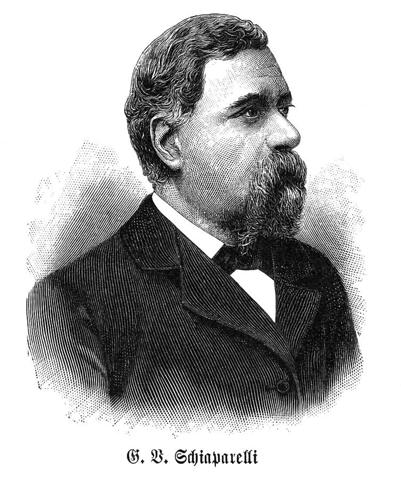
火星の地表を研究したイタリアの天文学者、ジョヴァンニ・スキアパレッリ(1835-1910)誕生。

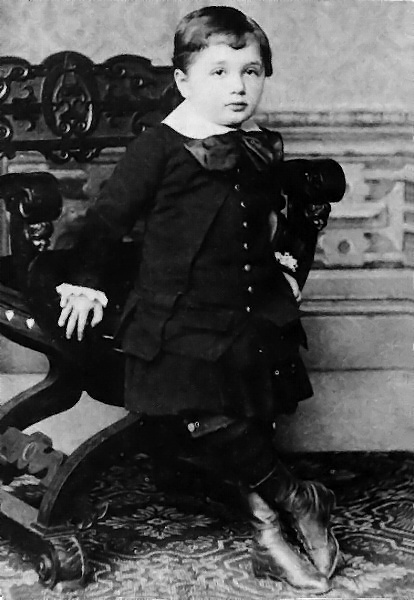
物理学者アルベルト・アインシュタイン(1879-1955)誕生。画像は4歳のアインシュタイン。

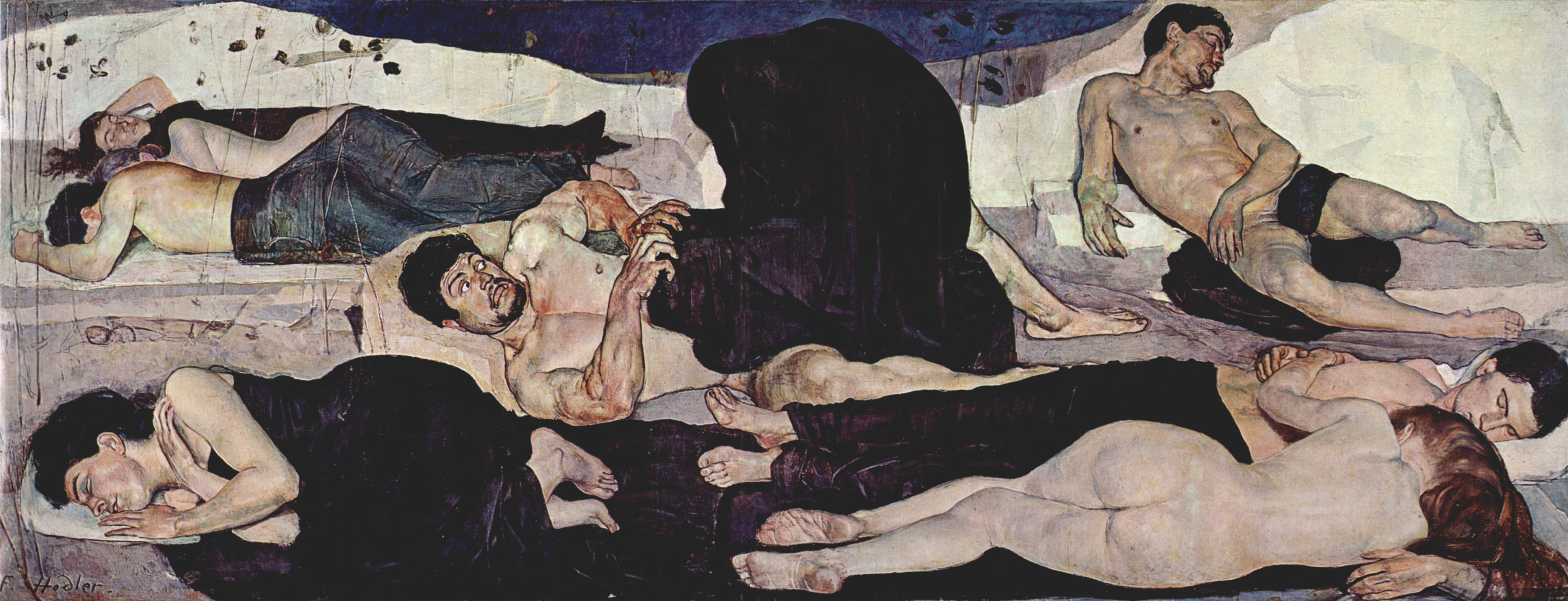
世紀末芸術の画家フェルディナント・ホドラー(1853-1918)誕生。画像は代表作『夜』(1889)。

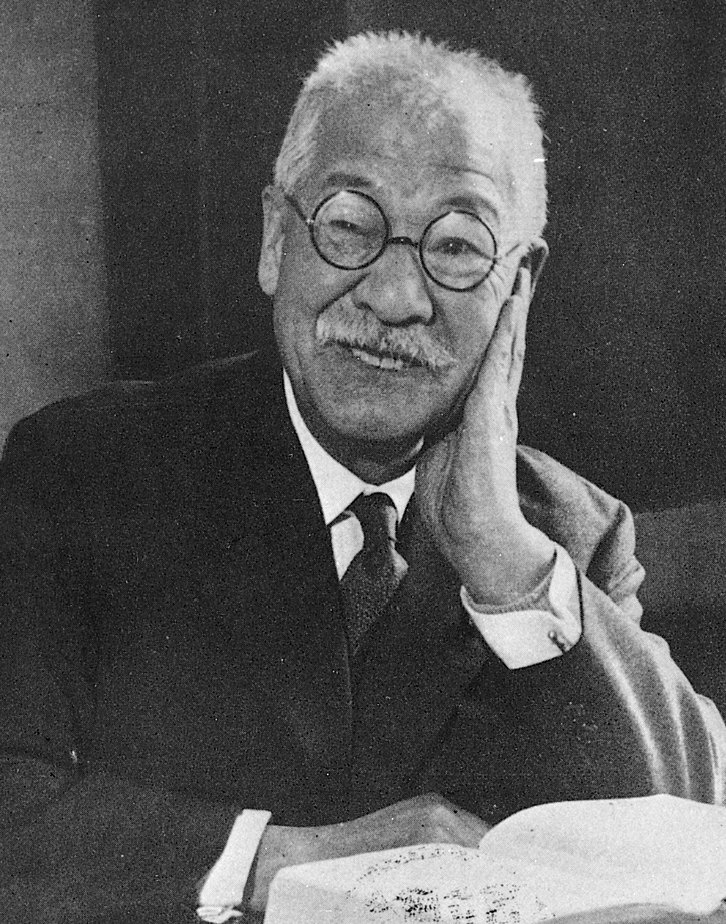
帝国主義と平民主義を唱えたジャーナリスト徳富蘇峰(1863-1957)。

### 人物
- 1692年 - ピーテル・ファン・ミュッセンブルーク、科学者（+ 1761年）
- 1792年（寛政4年2月22日） - 伊東祐民、日向国飫肥藩主（+ 1812年）
- 1804年 - ヨハン・シュトラウス1世、作曲家（+ 1849年）
- 1820年 - ヴィットーリオ・エマヌエーレ2世、イタリア王国初代国王（+ 1878年）
- 1823年 - テオドール・ド・バンヴィル、詩人、劇作家、批評家（+ 1891年）
- 1831年（天保2年2月1日） - 三宅康保、三河国田原藩主（+ 1895年）
- 1835年 - ジョバンニ・スキアパレリ、天文学者（+ 1910年）
- 1836年 - ジュール・ジョゼフ・ルフェーブル、画家（+ 1911年）
- 1844年 - ウンベルト1世、イタリア王国第2代国王（+ 1900年）
- 1848年 - アルベール・ロビダ、イラストレーター、小説家（+ 1926年）
- 1848年 - ポール＝ルイ・ドゥランス、画家、美術教師（+ 1924年）
- 1851年（嘉永4年2月12日） - 松平忠和、肥前国島原藩主・子爵（+ 1917年）
- 1853年 - フェルディナント・ホドラー、画家（+ 1918年）
- 1854年 - パウル・エールリッヒ、細菌学者（+ 1915年）
- 1862年 - ヴィルヘルム・ビヤークネス、気象学者、海洋学者（+ 1951年）
- 1863年（文久3年1月25日） - 徳富蘇峰、評論家、徳富蘆花の兄（+ 1957年）
- 1865年（元治2年2月17日） - 呉秀三、医学者、精神科医（+ 1932年）
- 1866年 - 山本玄峰、禅僧（+ 1961年）
- 1869年 - アルジャーノン・ブラックウッド、怪奇作家（+ 1951年）
- 1876年 - 大森兵蔵、体育学者（+ 1913年）
- 1879年 - アルベルト・アインシュタイン、物理学者（+ 1955年）
- 1882年 - ヴァツワフ・シェルピニスキ、数学者（+ 1969年）
- 1883年 - フアン・マネン、ヴァイオリニスト、作曲家（+ 1971年）
- 1885年 - 小倉金之助、数学者、随筆家（+ 1962年）
- 1886年 - フィルマン・ランボー、自転車競技選手（+ 1964年）
- 1888年 - 大石順教、芸妓、尼僧（+ 1968年）
- 1892年 - ラーコシ・マーチャーシュ、政治家（+ 1971年）
- 1890年 - 小野アンナ[17]、ヴァイオリニスト（+ 1979年）
- 1901年 - 小栗虫太郎、小説家（+ 1946年）
- 1901年 - 柴田文次、実業家、キーコーヒー創業者（+ 1974年）
- 1903年 - 辻一三、政治家、元佐世保市長（+ 1989年）
- 1903年 - オットー・フリードリッヒ・ボルノウ、教育哲学者（+ 1991年）
- 1905年 - 馬場克三、経営学者、会計学者、九州大学名誉教授（+ 1991年）
- 1905年 - レイモン・アロン、社会学者（+ 1983年）
- 1908年 - モーリス・メルロー＝ポンティ、哲学者（+ 1961年）
- 1909年 - アンドレ・ピエール・ド・マンディアルグ、作家（+ 1991年）
- 1910年 - 村上元三、小説家（+ 2006年）
- 1911年 - 北裏喜一郎、実業家（+ 1985年）
- 1911年 - 吉澤章、折り紙作家（+ 2005年）
- 1916年 - 佐々学、寄生虫学者 (+ 2006年)
- 1916年 - ホートン・フート、劇作家、脚本家（+ 2009年）
- 1917年 - 芦田伸介、俳優（+ 1999年）
- 1920年 - 豊田穣、小説家（+ 1994年）
- 1922年 - 吉川虎雄、地球科学者（+ 2008年）
- 1923年 - ダイアン・アーバス、写真家（+ 1971年）
- 1924年 - 赤木春恵、女優（+ 2018年[18]）
- 1924年 - 南利明、喜劇俳優（+ 1995年）
- 1925年 - 小林英一、元プロ野球選手
- 1925年 - 堀江卓、漫画家（+ 2007年）
- 1926年 - 菅原謙次、俳優（+ 1999年）
- 1926年 - フィル・フィリップス、歌手（+ 2020年）
- 1928年 - フランク・ボーマン、宇宙飛行士（+ 2023年）
- 1932年 - 大沢啓二、プロ野球選手、監督（+ 2010年）
- 1932年 - 大竹宏、声優（+ 2022年）
- 1933年 - クインシー・ジョーンズ、音楽プロデューサー（+ 2024年）
- 1933年 - マイケル・ケイン、俳優
- 1933年 - 原笙子、舞楽家（+ 2005年）
- 1934年 - ユージン・サーナン、宇宙飛行士（+ 2017年[19]）
- 1935年 - 吉川久一、元プロ野球選手
- 1936年 - 牧昭男、プロボクサー（+ 2014年）
- 1939年 - 松本和那、実業家、政治家
- 1939年 - 中沢啓治、漫画家（+ 2012年）
- 1940年 - 浜崎昌弘、サッカー選手（+ 2011年）
- 1943年 - 藤井孝男、政治家
- 1944年 - 片岡仁左衛門、歌舞伎役者、俳優
- 1944年 - エメリッヒ・ダンツァー、フィギュアスケート選手
- 1944年 - 太田孝、実業家、元近畿日本ツーリスト（現KNT-CTホールディングス）社長（+ 2015年）
- 1945年 - 栗原小巻、女優
- 1945年 - 金親顕男、アナウンサー、実業家
- 1947年 - 相原久美子、政治家
- 1947年 - 佐々田雅子、翻訳家
- 1948年 - 五木ひろし、演歌歌手
- 1948年 - 山下末則、アナウンサー
- 1948年 - ビリー・クリスタル、俳優、コメディアン
- 1949年 - 方倉陽二、漫画家（+ 1997年）
- 1949年 - 藤堂志津子、小説家
- 1950年 - 安部俊幸、ギタリスト（チューリップ）（+ 2014年）
- 1953年 - 平川滋子、現代美術家
- 1953年 - ティモシー・アイルランド、元プロ野球選手
- 1954年 - 杉真理、ミュージシャン
- 1955年 - 西谷史、小説家
- 1956年 - アレクセイ・パジトノフ、ゲームデザイナー
- 1958年 - アルベール2世、モナコ大公
- 1958年 - 石﨑信弘、元サッカー選手、指導者
- 1959年 - パトリック・デュポン、バレエダンサー
- 1959年 - 竹井みどり、女優
- 1960年 - 大内義昭、歌手、作曲家、音楽プロデューサー（+ 2015年）
- 1960年 - マイク・パグリアルーロ、元プロ野球選手
- 1960年 - カービー・パケット、プロ野球選手（+ 2006年）
- 1961年 - 斉藤とも子、女優
- 1961年 - ヒロ松下、実業家、元レーシングドライバー
- 1962年 - 津野田なるみ、声優
- 1963年 - マイク・ロックフォード、元プロ野球選手
- 1963年 - 久高友雄、サッカー選手、指導者（+ 1999年）
- 1963年 - 前田真宏、アニメ監督
- 1964年 - 荒川稔久、脚本家
- 1964年 - よしもとよしとも、漫画家
- 1964年 - ポール・フラハーティ、情報工学者（+ 2006年）
- 1964年 - 稲田浩司、漫画家
- 1964年 - 益田尚哉、元プロ野球選手
- 1965年 - 工藤雪枝、ジャーナリスト
- 1965年 - アーミル・カーン、俳優
- 1965年 - ケビン・ブラウン、元プロ野球選手
- 1967年 - 望月祐多、俳優、声優
- 1968年 - 石坂有紀子、ビーチバレー選手
- 1968年 - 土屋滋生、ラジオパーソナリティ、ナレーター
- 1968年 - 石塚2祐子、漫画家、イラストレーター
- 1969年 - 山口智充、お笑いタレント（DonDokoDon）
- 1969年 - Mieko、タレント、ファッションモデル
- 1969年 - 中田正彦、キャラクターデザイナー
- 1970年 - 姿月あさと、女優
- 1970年 - さんりようこ、漫画家
- 1970年 - 斎藤春香、ソフトボール選手、指導者
- 1972年 - 岡安弥生、アナウンサー
- 1972年 - 鹿島綾乃、アナウンサー
- 1972年 - ろくでなし子、漫画家、美術家、フェミニスト
- 1973年 - パット・フリューリー、元プロ野球選手
- 1973年 - 隈部洋平、俳優
- 1973年 - 四方田修平、元サッカー選手、指導者
- 1973年 - まさやん、ローカルタレント
- 1974年 - 平義隆、ミュージシャン（The LOVE）
- 1975年 - TAKAKO、R&B歌手（DOUBLE）
- 1975年 - 佐伯真貴、元野球選手
- 1976年 - 大蔵、歌手（ケツメイシ）
- 1976年 - 浜田学、俳優
- 1977年 - ほしのあき、タレント、グラビアアイドル
- 1977年 - ユースケ、お笑い芸人（ダイアン）
- 1977年 - 呉美保、映画監督、脚本家、CMディレクター
- 1977年 - 澤井啓夫、漫画家
- 1977年 - 吉田孝行、元サッカー選手
- 1977年 - 松田直樹、サッカー選手（+ 2011年）
- 1978年 - 川岡大次郎、俳優
- 1978年 - 佐藤弥生、モデル
- 1978年 - 渡邊卓也、マジシャン
- 1978年 - たかなし霧香、漫画家
- 1978年 - ピーター・ファン・デン・ホーヘンバンド、水泳選手
- 1979年 - 渋井陽子、陸上競技選手
- 1979年 - DJ FUMIYA、DJ（RIP SLYME）
- 1979年 - 久本祐一、元プロ野球選手
- 1979年 - ニコラ・アネルカ、元サッカー選手
- 1979年 - サンティーノ・マレラ、プロレスラー
- 1980年 - 青木崇高、俳優
- 1981年 - ボビー・ジェンクス、元プロ野球選手（+ 2025年）
- 1981年 - 鈴木直道、政治家、19代北海道知事
- 1982年 - 林大介、お笑い芸人（かたつむり）
- 1983年 - Pako、イラストレーター
- 1983年 - LOVE、シンガーソングライター、ラジオパーソナリティ
- 1985年 - 井野口祐介、プロ野球選手
- 1986年 - ジェイミー・ベル、俳優
- 1987年 - 磯貝龍虎、俳優、モデル
- 1987年 - 小柳心、俳優
- 1987年 - 豊島修平、声優、俳優
- 1988年 - 出口陽、歌手、元アイドル（元SKE48）
- 1988年 - さくまみお、女優、タレント
- 1988年 - 直木萌美、声優
- 1988年 - ジョシュ・スティンソン、プロ野球選手
- 1988年 - ステフィン・カリー、バスケットボール選手
- 1988年 - サーシャ・グレイ、ポルノ女優
- 1989年 - マーウィン・ゴンザレス、プロ野球選手
- 1990年 - 黒木華、女優
- 1990年 - バディス・リビー、サッカー選手
- 1990年 - 梨衣名、ファッションモデル
- 1990年 - 赤澤燈、俳優
- 1990年 - コルベイン・シグソールソン、サッカー選手
- 1991年 - 仲村みう、AV女優、元グラビアアイドル
- 1991年 - 酒井高徳、サッカー選手
- 1991年 - 池田ショコラ、タレント
- 1993年 - 辰巳シーナ、タレント
- 1994年 - 茜あずさ、元AV女優、元タレント、元グラビアアイドル
- 1994年 - 渡辺佑太朗、俳優
- 1995年 - 和田輪、アイドル（元Maison book girl）
- 1995年 - 西島遥香[20]、モデル、レースクイーン
- 1998年 - 梅林優貴、プロ野球選手
- 1999年 - 遠野大弥、サッカー選手
- 2000年 - 小日向美香、声優（MyGO!!!!!）
- 2000年 - SAE、アイドル（ミームトーキョー）
- 2000年 - ジフン、アイドル（TREASURE）
- 2000年 - 戸塚有輝、俳優
- 2000年 - 森山未唯、女優
- 2005年 - 吉川悠斗、プロ野球選手
- 2009年 - 坂井新奈、アイドル（日向坂46）
- 生年不詳 - ＿＿、音楽家、歌手、YouTuber、バーチャルYouTuber
- 生年不詳 - 石山百年美、声優
- 生年不詳 - 小林まどか、アナウンサー
- 生年不詳 - 坂元奈月、声優
- 生年不詳 - 鈴木桃子、歌手
- 生年不詳 - 外海良基、漫画家、イラストレーター
- 生年不詳 - ニシカワ醇、漫画家、イラストレーター
- 生年不詳 - ぬゆり、シンガーソングライター、ボカロP
- 生年不詳 - 藤井隼、声優
- 生年不詳 - ヤママチミキ、アイドル（GANG PARADE）
- 生年不詳 - YUKA EMPiRE、アイドル（元EMPiRE）
- 生年不詳 - Leola、歌手

### 人物以外（動物など）
- 2006年 - ブエナビスタ、競走馬、繁殖牝馬
- 2006年 - ワンダーアキュート、競走馬、種牡馬
- 2012年 - シュヴァルグラン、競走馬、種牡馬
- 生年不詳 - あいまるくん、IRいしかわ鉄道のマスコットキャラクター

## 忌日

オランダの画家ヤーコプ・ファン・ロイスダール(1628-1682)没。画像は『ハールレムの眺め』(1670頃)。

『資本論』を著した哲学者・経済学者カール・マルクス(1818-1883)、亡命先のロンドンで没。

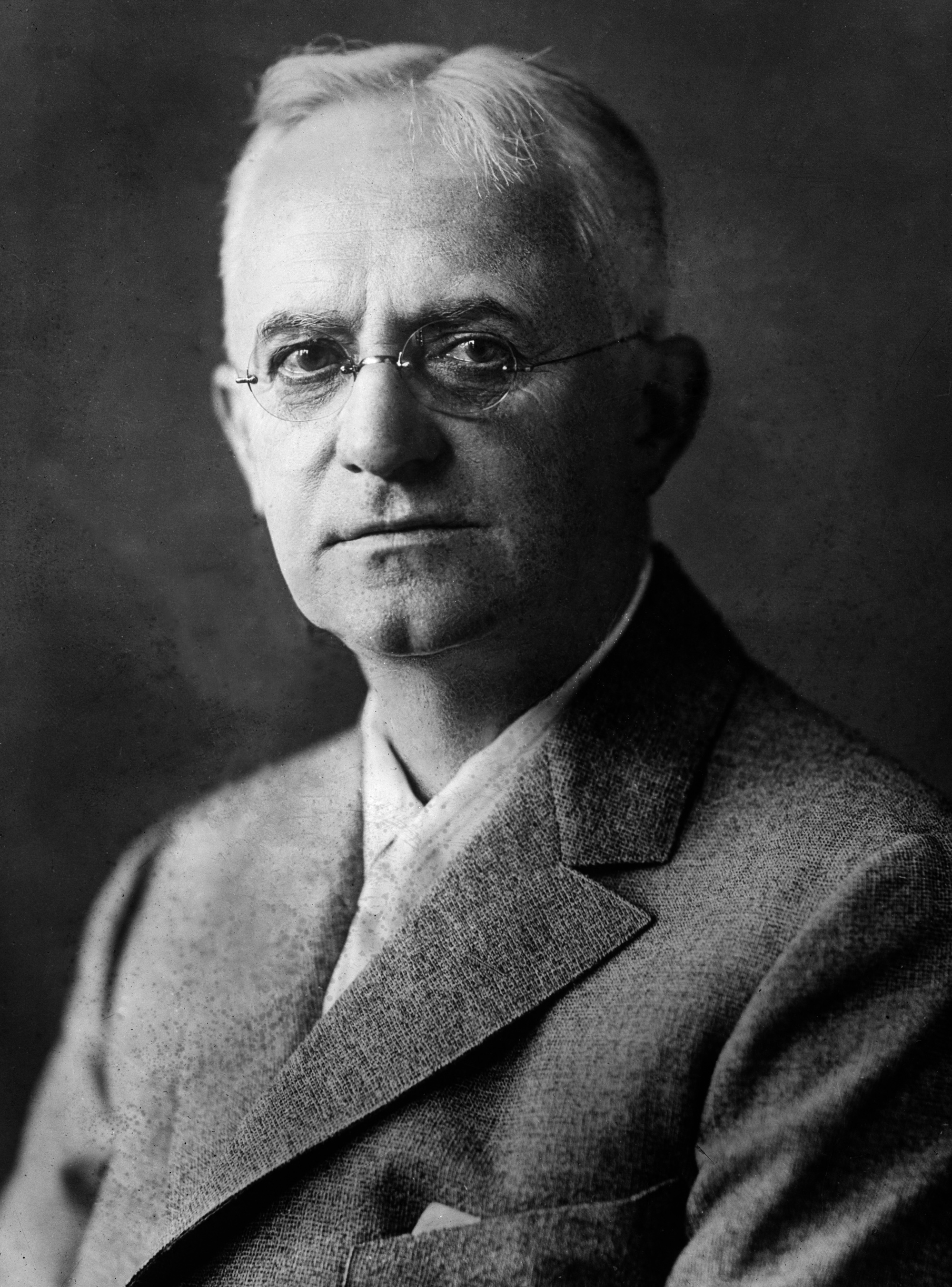
ジョージ・イーストマン(1854-1932)没。ロールフィルムを発明し、コダック社を創業した。

### 人物
- 968年 - リンゲルハイムのマティルデ、東フランク王ハインリヒ1世の妃（* 895年頃）
- 1101年（康和3年2月13日） - 藤原師実、平安時代の公卿（* 1042年）
- 1254年（建長6年2月24日） - 結城朝光、鎌倉幕府の御家人（* 1168年）
- 1457年（天順元年2月19日） - 景泰帝、中国明朝第7代皇帝（* 1428年）
- 1471年 - トマス・マロリー、『アーサー王の死』作者（* 1405年頃）
- 1607年（慶長12年2月17日） - 千道安、茶人（* 1546年）
- 1632年（寛永9年1月24日） - 徳川秀忠、江戸幕府第2代将軍（* 1579年）
- 1647年 - フレデリック・ヘンドリック、オランダ総督（* 1584年）
- 1682年 - ヤーコプ・ファン・ロイスダール、画家（* 1628年頃）
- 1688年 - アントワーヌ・フレティエール（フランス語版）、作家、辞書編集者（* 1619年）
- 1710年 - ミシェル・ベゴン（英語版）、植民地官僚、博物学者、元ロシュフォール港海事総監、ラ・ロシェル総監、植物収集家（* 1638年）
- 1731年（享保16年2月7日） - 各務支考、蕉門十哲の1人（* 1665年）
- 1754年 - ニヴェル・ド・ラ・ショセ（フランス語版）、劇作家（* 1692年）
- 1757年 - ジョン・ビング、イギリス海軍の提督（* 1704年）
- 1765年（明和2年1月23日） - 綾川五郎次 (横綱)、大相撲第2代横綱（* 1703年頃）
- 1801年 - イグナツィ・クラシツキ、詩人（* 1735年）
- 1803年 - フリードリヒ・ゴットリープ・クロプシュトック、詩人（* 1724年）
- 1811年 - オーガスタス・フィッツロイ (第3代グラフトン公)、イギリス首相（* 1735年）
- 1823年 - シャルル・フランソワ・デュムリエ、フランス革命期の軍人（* 1739年）
- 1844年 - セバスチャン・ペザー（英語版）、画家（* 1793年）
- 1864年 - ジャック・スレード、西部開拓時代のガンマン（* 1831年）
- 1874年 - ヨハン・ハインリッヒ・メドラー、天文学者（* 1794年）
- 1877年 - フアン・マヌエル・デ・ロサス、アルゼンチンの指導者（* 1793年）
- 1883年 - カール・マルクス、哲学者、経済学者（* 1818年）
- 1899年 - ハイマン・シュタインタール、言語学者（* 1823年）
- 1903年 - エルネスト・ルグーヴェ（英語版）、劇作家（* 1807年）
- 1908年 - レスター・アラン・ペルトン、発明家、ペルトン水車を発明（* 1829年）
- 1915年 - ウォルター・クレーン、画家、イラストレーター（* 1845年）
- 1918年 - ルクレティア・ガーフィールド、第20代アメリカ合衆国大統領ジェームズ・ガーフィールドの妻（* 1832年）
- 1921年 - 飯島魁、動物学者、魚類学者（* 1861年）
- 1929年 - エドゥアルト・メーリケ、指揮者、ピアニスト、作曲家（* 1877年）
- 1932年 - ジョージ・イーストマン、発明家、コダック創業者（* 1854年）
- 1939年 - 細野正文、鉄道官僚、日本人唯一のタイタニック号乗客（* 1870年）
- 1940年 - ドミンゴス中村長八、カトリック司祭、海外に渡った初日本人宣教師、ブラジル日本移民の使徒（* 1856年）
- 1944年 - 矢田津世子、小説家、随筆家（* 1907年）
- 1946年 - ヴェルナー・フォン・ブロンベルク、ドイツ陸軍元帥（* 1878年）
- 1947年 - プラヤー・パホンポンパユハセーナー、第2代タイ首相（* 1887年）
- 1950年 - 吉本せい、芸能プロモーター、吉本興業創業者（* 1889年）
- 1950年 - 伊東里き、日本人の北アメリカへの移住に尽力（* 1865年）
- 1953年 - クレメント・ゴットワルト、チェコスロバキア大統領（* 1896年）
- 1956年 - 5代目春風亭柳好、落語家（* 1887年）
- 1962年 - 正宗得三郎、画家（* 1883年）
- 1962年 - 岸道三、実業家・財界人、経済同友会代表幹事・日本道路公団初代総裁（* 1899年）
- 1965年 - マリオン・ジョーンズ、テニスプレーヤー（* 1879年）
- 1968年 - エルヴィン・パノフスキー、美術史家（* 1892年）
- 1969年 - ベン・シャーン、画家（* 1898年）
- 1969年 - ヘイニー・ジマーマン、プロ野球選手（* 1887年）
- 1970年 - フレデリック・パールズ、精神科医、精神分析医（* 1893年）
- 1970年 - 船田亨二、法学者、政治家、元作新学院院長・行政管理庁長官・賠償庁長官（* 1898年）
- 1973年 - ハワード・エイケン、情報工学者（* 1900年）
- 1974年 - 本多延嘉、中核派最高指導者（* 1934年）
- 1975年 - スーザン・ヘイワード、女優（* 1917年）
- 1980年 - マンリオ・ブロジオ、法律家、外交官、政治家、元NATO事務総長（* 1897年）
- 1980年 - モハマッド・ハッタ、インドネシア初代副大統領（* 1902年）
- 1983年 - モーリス・ロネ、俳優（* 1927年）
- 1984年 - アウレリオ・ペッチェイ、経済学者、実業家、ローマクラブ初代会長（* 1908年）
- 1985年 - 如月寛多、俳優（* 1905年）
- 1986年 - エリオ・デ・アンジェリス、F1ドライバー（* 1958年）
- 1988年 - 阿部邦一、内務官僚、政治家、弁護士、元徳島県知事（* 1899年）
- 1988年 - 中島伊津子、ファッションデザイナー（* 1951年）
- 1989年 - ツィタ・フォン・ブルボン＝パルマ、オーストリア＝ハンガリー帝国皇帝カール1世の皇后（* 1892年）
- 1990年 - 池田潔、英文学者（* 1903年）
- 1991年 - 服部敬雄、実業家、元山形交通・山形新聞・山形放送社長（* 1899年）
- 1991年 - マージェリー・シャープ、児童文学作家（* 1905年）
- 1991年 - ハワード・アッシュマン、作詞家（* 1950年）
- 1992年 - 内藤友明、政治家（* 1894年）
- 1992年 - 池中康雄、陸上競技選手、別府大分マラソン創設者（* 1914年）
- 1993年 - 武田作十郎、騎手、調教師（* 1913年）
- 1993年 - 黒丸尚、翻訳家（* 1951年）
- 1994年 - 田畑忍、法学者、同志社大学名誉教授（* 1902年）
- 1994年 - 圓城寺次郎、実業家、元日本経済新聞社長（* 1907年）
- 1994年 - マーサ・E・ロジャーズ、看護学者（* 1914年）
- 1994年 - 山下元利、政治家（* 1921年）
- 1995年 - ウィリアム・ファウラー、天体物理学者（* 1911年）
- 1996年 - ウィリアム・T・マヨ、政治家、フロリダ水泳連盟会長（* 1917年）
- 1997年 - 片山仁八郎、経営者、元三菱電機社長・会長（* 1916年）
- 1997年 - フレッド・ジンネマン、映画監督（* 1907年）
- 1997年 - ジョセフ・フックス、ヴァイオリニスト（* 1899年）
- 1998年 - 松本暢章、アナウンサー（* 1931年）
- 2000年 - 長富政武、プロ野球選手（* 1923年）
- 2000年 - 若林真、フランス文学者・作家・翻訳家、慶應義塾大学名誉教授（* 1929年）
- 2001年 - 芝田進午、哲学者、社会学者（* 1930年）
- 2001年 - 井田真木子、作家（* 1956年）
- 2002年 - カール・グラッツ、軍人（* 1919年）
- 2003年 - 鈴木真砂女、俳人（* 1906年）
- 2004年 - ジョン・W・シーボルド（英語版）、実業家（* 1916年）
- 2004年 - 瀬川伸、歌手（* 1916年）
- 2005年 - 吉澤章、折り紙作家（* 1911年）
- 2006年 - レナルト・メリ、エストニア第2代大統領（* 1929年）
- 2007年 - リュシー・オブラック、レジスタンス活動家（* 1912年）
- 2007年 - ギャレス・ハント（英語版）、俳優（* 1942年）
- 2007年 - 鈴木ヒロミツ、歌手、俳優（* 1946年）
- 2008年 - 塩谷信男、内科医師、心霊研究者（* 1902年）
- 2008年 - アンソニー・ミンゲラ、映画監督、プロデューサー（* 1954年）
- 2009年 - 真島満秀、鉄道写真家（* 1946年）
- 2010年 - ピーター・グレイブス、俳優（* 1926年)
- 2010年 - 熊谷俊範、実業家（*1947年）
- 2011年 - 中川弘、政治家、元福山市長（* 1911年）
- 2012年 - ピエール・シェンデルフェール、脚本家、映画監督、作家（* 1928年）
- 2012年 - 榎本喜八、元プロ野球選手（* 1936年）
- 2013年 - 川端要寿、作家（* 1924年）
- 2013年 - イエン・サリ、政治家、ポル・ポト政権の外務大臣（* 1925年）
- 2014年 - 吉田太郎一、財務官（* 1919年）
- 2014年 - 宇津井健、俳優（* 1931年）
- 2014年 - 片山晴平[21]、実業家、元近畿車輛社長（* 1926年）
- 2014年 - サム・レイシー、バスケットボール選手（* 1948年）
- 2015年 - 灰外達夫[22]、木工芸家（* 1914年）
- 2015年 - イブ・メルキオール、映画監督、脚本家（* 1917年）
- 2017年 - 千代賢治、実業家、元住友生命保険社長（* 1918年）
- 2017年 - 鎌倉秀雄、日本画家（* 1930年）
- 2017年 - 渡瀬恒彦、俳優、歌手（* 1944年）
- 2017年 - 芳井順一、実業家、元ツムラ社長（* 1947年）
- 2018年 - アルフレッド・クロスビー、歴史学者、テキサス大学オースティン校名誉教授（* 1931年）
- 2018年 - スティーヴン・ホーキング、物理学者（*1942年）
- 2018年 - マリエル・フランコ、政治家（* 1979年）
- 2018年 - エイドリアン・ラモ、ハッカー、ジャーナリスト（* 1981年）
- 2019年 - ノヴァーク・イロナ、競泳選手、1952年ヘルシンキ五輪金メダリスト（* 1925年）
- 2019年 - 内田庶、児童文学作家（* 1928年）
- 2019年 - 目黒吉之助、政治家（* 1934年）
- 2019年 - ラルフ・メツナー、心理学者、作家（* 1936年）
- 2019年 - チャーリー・ホワイティング、カーエンジニア、F1レースディレクター（* 1952年）
- 2019年 - 神戸勝彦、料理人、オーナーシェフ（* 1969年）
- 2020年 - 瀬畑奈津子、声優 (* 1946年)
- 2020年 - フィル・フィリップス、歌手（* 1926年）
- 2020年 - ジェネシス・P・オリッジ、アーティスト、ミュージシャン、俳優（* 1950年）
- 2020年 - 丹田和宏[23]、洋画家（* 1956年）
- 2020年 - 仲西環、声優（* 1976年）
- 2021年 - 大亀孝裕、実業家、DCMホールディングス創業者・名誉会長（* 1931年）
- 2021年 - 中田勝久、政治家、元南あわじ市長（* 1937年）
- 2021年 - チョーン・セック、歌手（* 1955年）
- 2021年 - 芝美奈子、アニメーター、キャラクターデザイナー、イラストレーター（* 1971年）
- 2021年 - フランキー・デラクルーズ、元プロ野球選手（* 1984年）
- 2022年 - 呉祖強、作曲家（* 1927年）
- 2022年 - 宝田明、俳優（* 1934年）
- 2022年 - 伊藤憲一、国際政治学者、公益財団法人日本国際フォーラム代表理事・会長、青山学院大学名誉教授（* 1938年）
- 2022年 - 松本道弘、英語通訳者、英語講師（* 1940年）
- 2022年 - チャールズ・エドワード・グリーン、元陸上競技選手、1968年メキシコシティオリンピック金メダリスト（* 1944年）
- 2022年 - スティーヴン・ウィルハイト、コンピュータ科学者（* 1948年）
- 2022年 - スコット・ホール、プロレスラー、元WWEインターコンチネンタル王者、WWE殿堂（* 1958年）
- 2022年 - 山本夜羽音、漫画家（* 1966年）
- 2022年 - ミコラ・クラフチェンコ、政治活動家、国内軍軍人、アゾフ大隊共同創立者（* 1983年）
- 2023年 - 後原富、元プロ野球選手、高校野球指導者（* 1945年）
- 2023年 - ボビー・コールドウェル、ミュージシャン（* 1951年）
- 2023年 - ブラザーP[24]、音楽家（* 生年不詳）
- 2024年 - バイロン・ジャニス、ピアニスト（* 1928年）
- 2024年 - 寺田農、俳優（* 1942年）
- 2024年 - フランス・ド・ヴァール、心理学者、動物行動学者、動物学者（* 1948年）
- 2024年 - 長田奈麻、舞台女優（* 1967年）

### 人物以外（動物など）
- 1933年 - バルト、血清運搬で知られる犬ぞり隊のリーダー犬（* 1919年頃）

## 記念日・年中行事

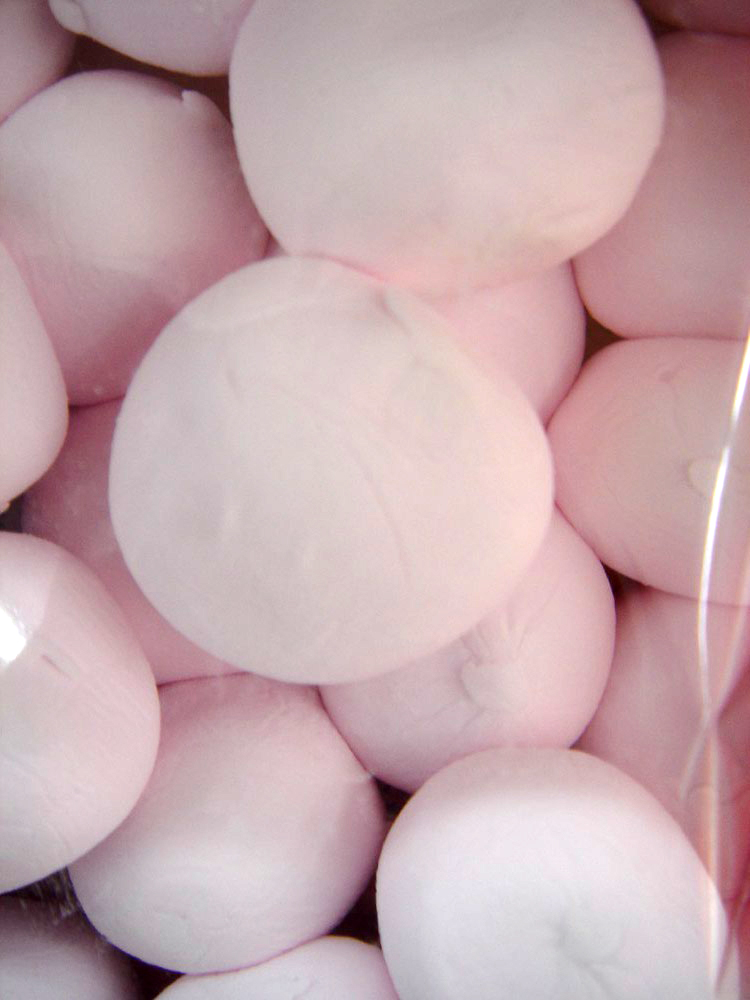
ホワイトデーは、バレンタインデーのお返しに、女性にキャンディやマシュマロなどのプレゼントを贈る日とされる。画像はマシュマロ。

- ホワイトデー（ 日本・ 中国・ 韓国）
  - キャンディーの日（ 日本）
キャンディーの日は、全国飴菓子工業協同組合が1978年に制定。バレンタインデーでチョコレートをプレゼントされた男性が、お返しとしてキャンディーを贈ることを提唱している。
  - マシュマロデー（ 日本）
マシュマロデーは、1978年に福岡市の石村萬盛堂が、「バレンタインデーに『君からもらったチョコレートを僕の優しさ（マシュマロ）で包んでお返しするよ』」のコンセプトで始めた記念日。ホワイトデーの起源とされる。
- 憲法記念日（ アンドラ）
1993年のこの日、アンドラの現行の憲法が制定された。
- 母語の日（ エストニア）
エストニア語による最初の詩人とされるクリスチャン・ヨーク・ペテルソン（英語版）の1801年の誕生日を記念。
- 数学の日（ 日本）
実用数学技能検定を主催する財団法人日本数学検定協会（数研財団）が、1997年に制定。円周率の日でもあることや先述の通りアルベルト・アインシュタインの誕生日であることにちなむ。
- パイの日（ 日本）
「3.14 ≒ π（パイ）」ということから日本パイ協会が2002年に制定。
- 国際結婚の日（ 日本）
日本政府が、1873年（明治6年）のこの日に国際結婚を初めて公式に認可したことにちなむ。